# سلیم‌خان، پاکستان
سلیم‌خان (به انگلیسی: Saleem Khan) یک منطقهٔ مسکونی در پاکستان است که در خیبر پختونخوا واقع شده‌است. سلیم‌خان ۱۹٫۴۳ کیلومتر مربع مساحت و ۲۸٬۰۰۰ نفر جمعیت دارد.
کانال Stefa از حومه روستا عبور می کند. این کانال تقریبا سه کیلومتر زیر زمین می رود